# Walter Braga Netto
Walter Souza Braga Netto (Belo Horizonte, Brasil, 11 de marzo de 1957) es un general del Ejército Brasileño. Desde el 18 de febrero de 2020 hasta el 29 de marzo de 2021 fue el Jefe de Gabinete de la Presidencia. También fue desde febrero de 2018 hasta enero de 2019, el interviniente federal en el Estado de Río de Janeiro. Fue comandante militar de la Comando Militar del Este hasta febrero de 2019, cuando fue asignado para tomar el mando del Estado Mayor del Ejército.
En junio de 2022, el Presidente Jair Bolsonaro anunció que sería su compañero de fórmula como su Vicepresidente en las próximas elecciones en octubre de 2022.
El 1 de abril de 2020 el sitio oficial de las Fuerzas Armadas de Brasil bajo el título de Exclusivo - Gen Braga Neto Assume o Estado-Maior do Planalto asignaban a Braga Nieto como «presidente operativo» y dejaban «democráticamente» al presidente constitucional Jair Bolsonaro a un lado sin poder efectivo, bajo el contexto de la pandemia de enfermedad por coronavirus de 2020 en Brasil, Algunos medios internacionales como La Repubblica calificaron este accionar como un Golpe de Estado.

## Carrera militar

### Oficial superior
El 9 de julio de 2001, fue nombrado Comandante del 1.º Regimiento de Carros de Combate (1.º RCC), aún con sede en Río de Janeiro. Fue ascendido a coronel el 18 de diciembre de 2001.

### Oficial general
En 2011, fue nombrado agregado militar del ejército en la Embajada de Brasil en los Estados Unidos de América, también acreditada por Canadá.
El 31 de marzo de 2013, fue ascendido a general de división. El 21 de agosto, fue nombrado coordinador general de la asesoría especial para los Juegos Olímpicos de Río de Janeiro 2016.
El 31 de julio de 2016, fue ascendido a general de ejército y nombrado Comandante Militar del Este.
El 16 de febrero de 2018, el general Braga Netto fue nombrado Interventor Federal en la Seguridad Pública de Río de Janeiro por el presidente Michel Temer, cargo que ocupó hasta finales de año. A lo largo de 10 meses, Braga Netto asumió el mando de las fuerzas policiales del estado de Río de Janeiro con tropas del Ejército desplegadas para uso interno contra la población civil.En relación con el año anterior, el periodo de intervención registró un aumento de casi el 40 por ciento en los homicidios cometidos por agentes de policía.
El 29 de marzo de 2019, asumió el cargo de jefe de Estado Mayor del Ejército.

## Carrera política
El 14 de febrero de 2020, fue nombrado Jefe de Gabinete de la Presidencia de la República bajo el gobierno de Jair Bolsonaro, cargo que asumió el 18 de febrero de 2020.
Braga Netto suscitó polémica poco después de su nombramiento tras expresar su apoyo a la dictadura militar en Brasil.
En noviembre de 2024 fue acusado por la Policía Federal brasileña junto a 36 personas más, entre los que se encontraban Jair Bolsonaro, Anderson Torres y Augusto Heleno, por el intento de asesinato de Lula da Silva con la intención de dar un golpe de Estado.

## Condecoraciones
- Medalla del Servicio Amazónico: Bronce Passer (1998)
- Orden del Mérito Militar : Caballero (2003), Oficial (2006), Comandante (2009), Gran Oficial, Gran Cruz (2016)
- Orden de Defensa del Mérito : Oficial (2009), Comandante (2015)
- Legión del Mérito (2013)
- Medalla Zwyciestwa-Spk Stowarzyszenie Polskich Kombatantow (2013)
- Medalla de oro militar con pasador de platino (2015)
- Orden de Rio Branco: Grã-Cruz (2019)
- Medalla al Mérito del Estado Mayor Conjunto de las Fuerzas Armadas (2019)